# Зюдфиртель (Эссен)

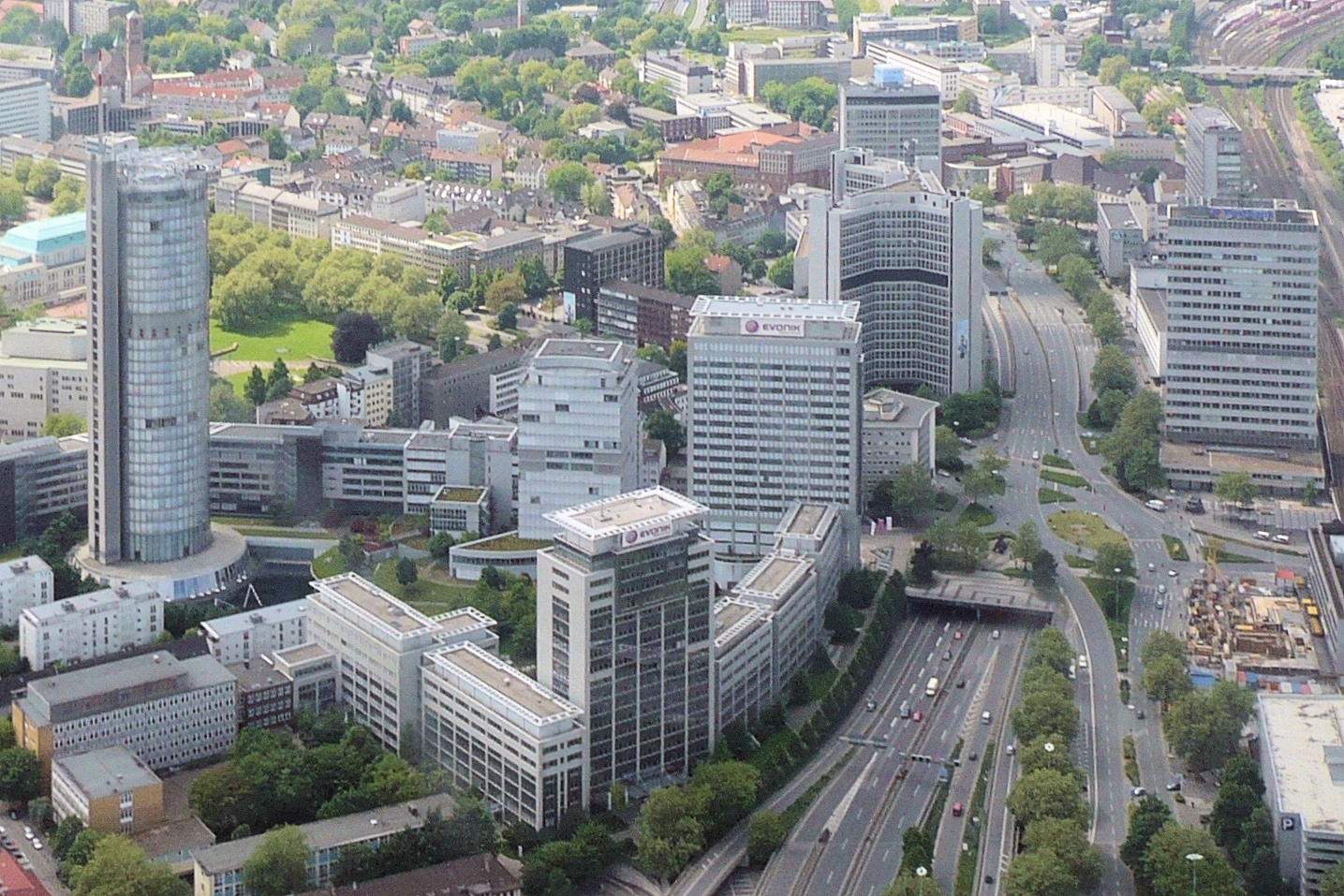
Зюдфиртель с высоты птичьего полета

Зюдфиртель (нем. Südviertel) — административный район города Эссен (Германия, федеральная земля Северный Рейн-Вестфалия). Расположен в центральной части города.

На западе Зюдфиртель граничит с районом Хольстерхаузен, на севере — с районами Вестфиртель, Штадткерн и Остфиртель, на востоке — с районами Зюдостфиртель и Гуттроп, на юге — с районом Рюттеншайд.
Зюдфиртель является местом сосредоточения большинства штаб-квартир крупнейших компаний Северного Рейна-Вестфалии. Как следствие в Зюдфиртеле расположена большая часть высотных зданий Эссена.

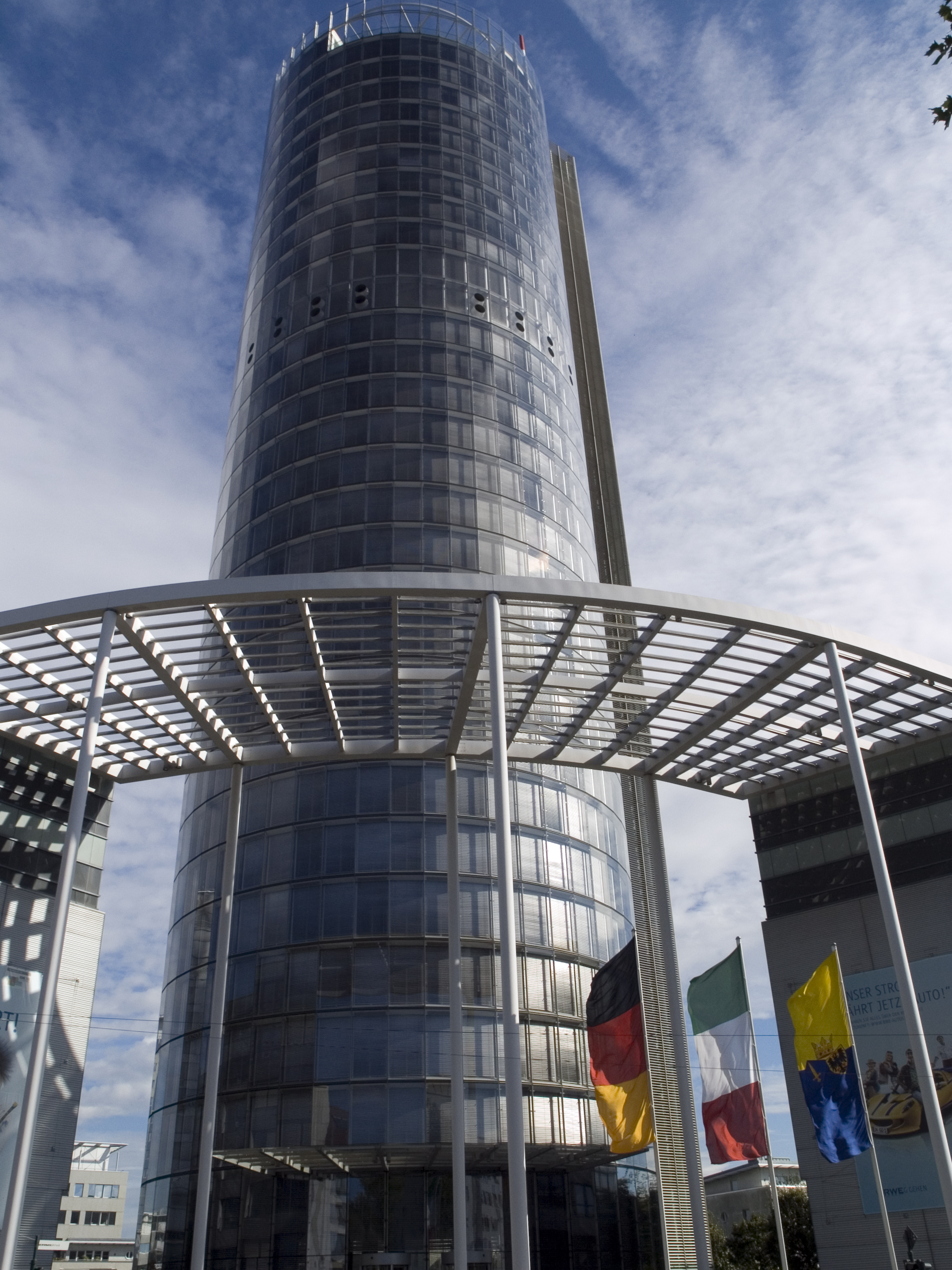
RWE-Turm

В Зюдфиртеле расположены штаб-квартиры компаний:
- RWE AG
- ThyssenKrupp AG
- Evonik Industries AG
- Hochtief AG
- MAN Ferrostaal AG

Штаб-квартира компании RWE AG располагается в высотном здании «RWE-Turm». Построенное в 1996 году архитектурным бюро Ingenhoven Overdiek Kahlen & Partner 30-этажное здание «RWE-Turm» имеет высоту 127 м и является наивысшим зданием Эссена.

Также в Зюдфиртеле располагаются правления Регионального Союза Рура, Союза Рура, Ассоциации Эмшера и др. Особую архитектурную ценность имеет здание Ассоциации Эмшера, построенное в 1910 году по проекту архитектора Вильгельма Крайса — автора проекта башен Бисмарка. Здание претерпело серьёзные разрушения в годы второй мировой войны, однако, по счастливой случайности исторический зал заседаний и башня высотой 37 м практически не пострадали.

Кроме того в Зюдфиртеле располагается Городской сад Эссена, в котором находятся здания Оперного театра и Эссенской филармонии. Также в Зюдфиртеле располагаются художественный музей Фолькванг, киностудия Glückaufhaus.

Именно в Зюдфиртеле была открыта первая станция эссенского скоростного трамвая — Saalbau (сейчас — Philharmonie/Saalbau)

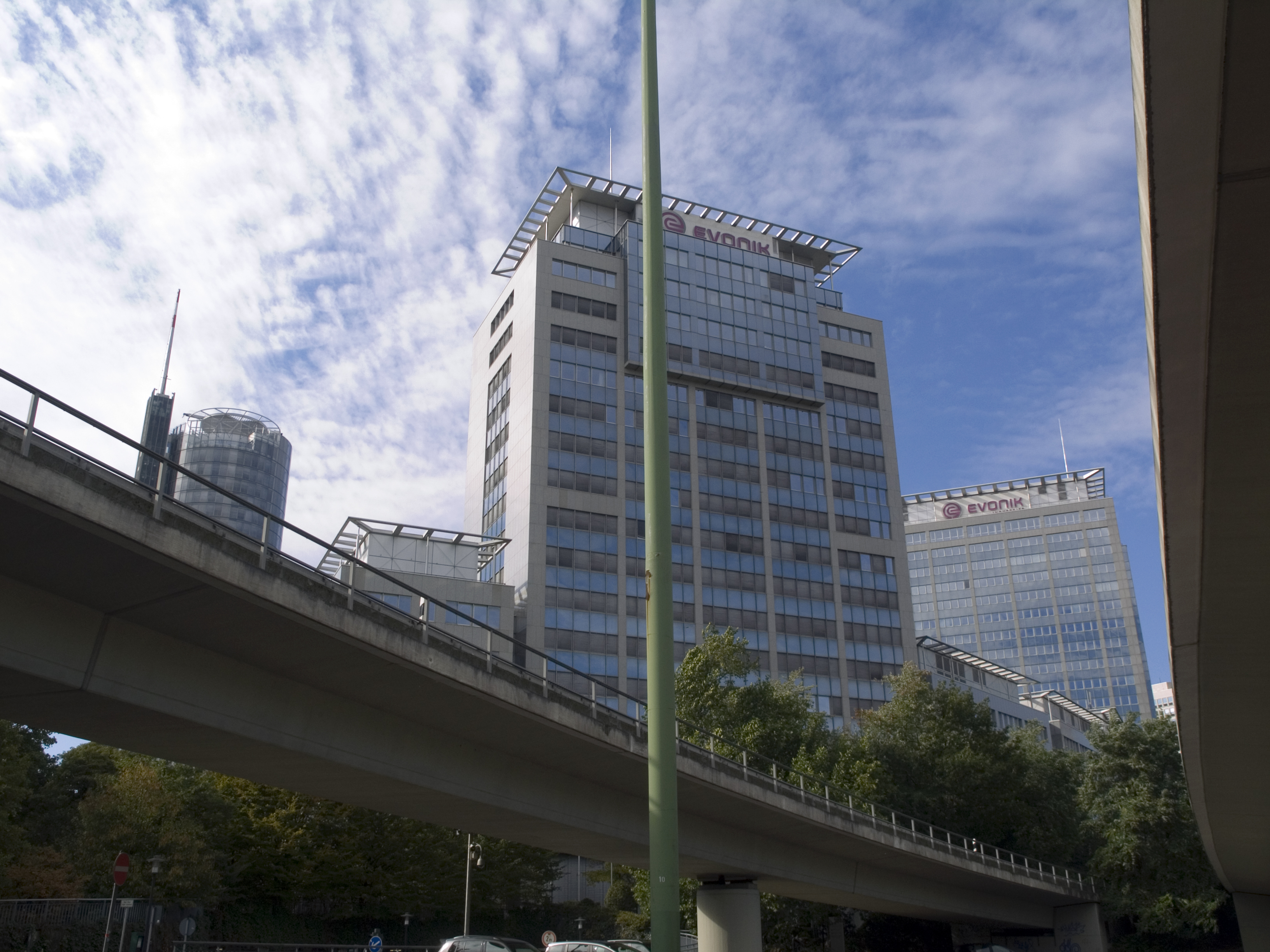
Штаб-квартира компании Evonik
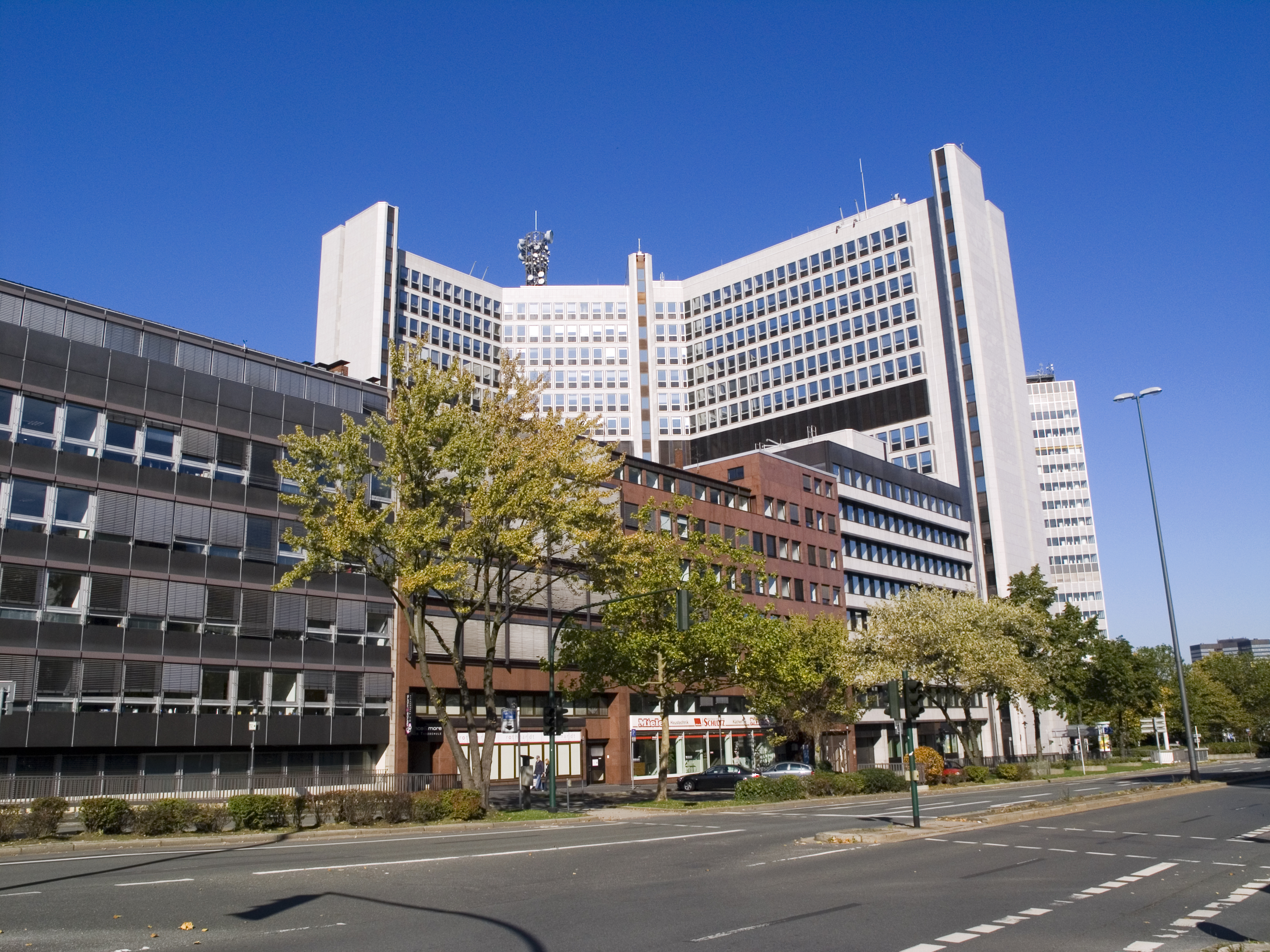
RWE Complex
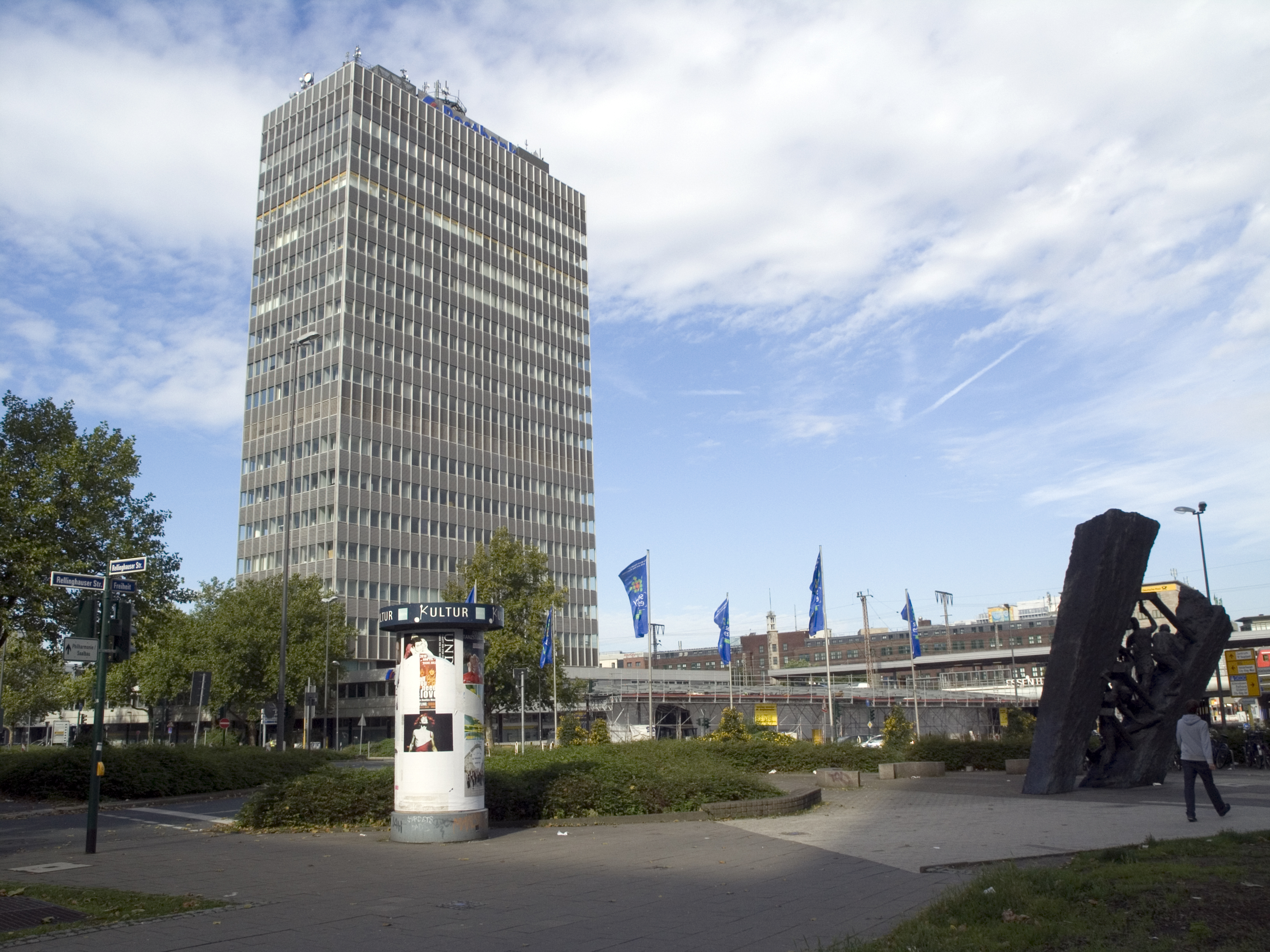
Здание Почтового банка
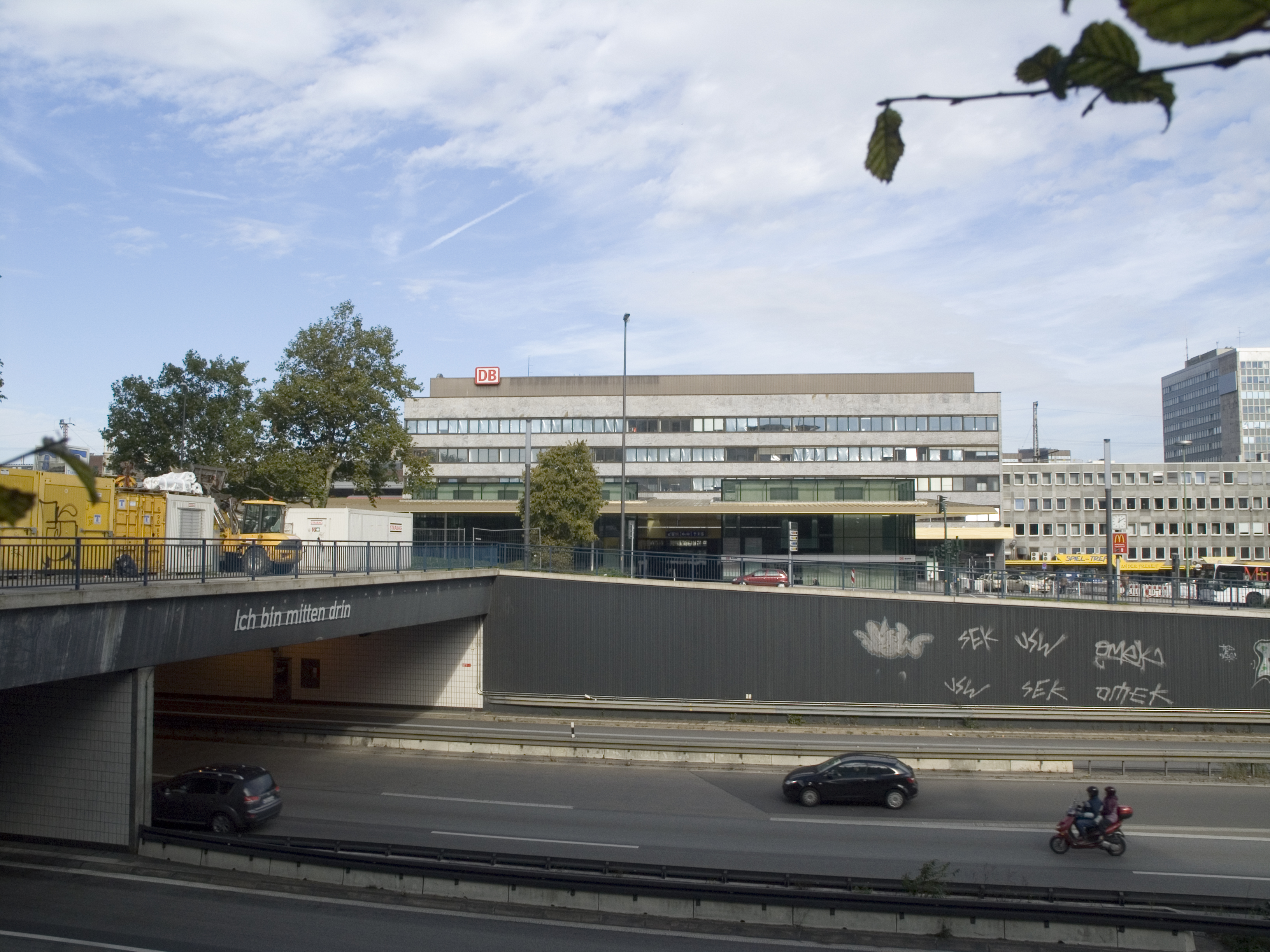
Центральный вокзал Эссена и федеральная автомагистраль A40
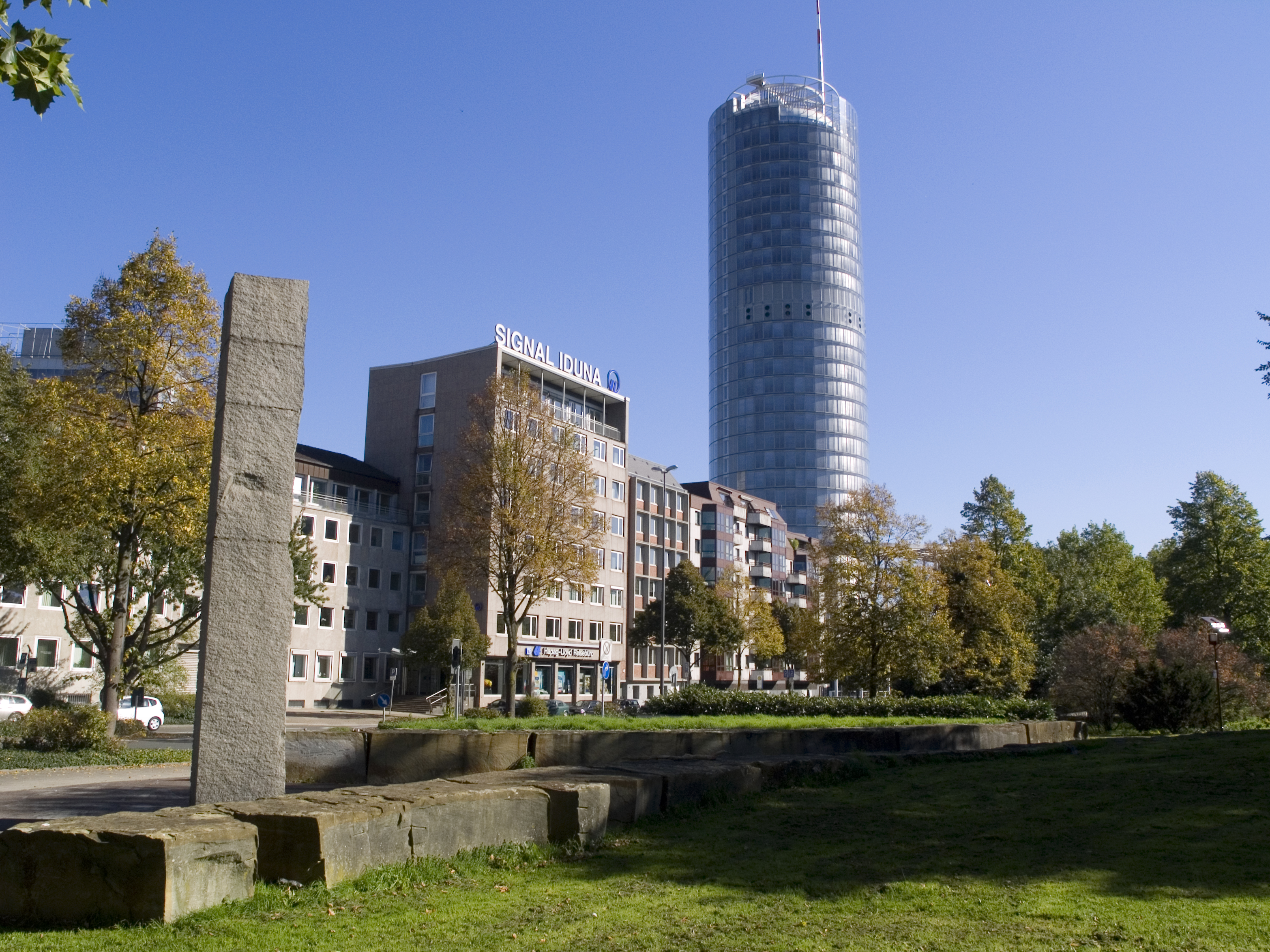
Офис страховой компании Signal Iduna
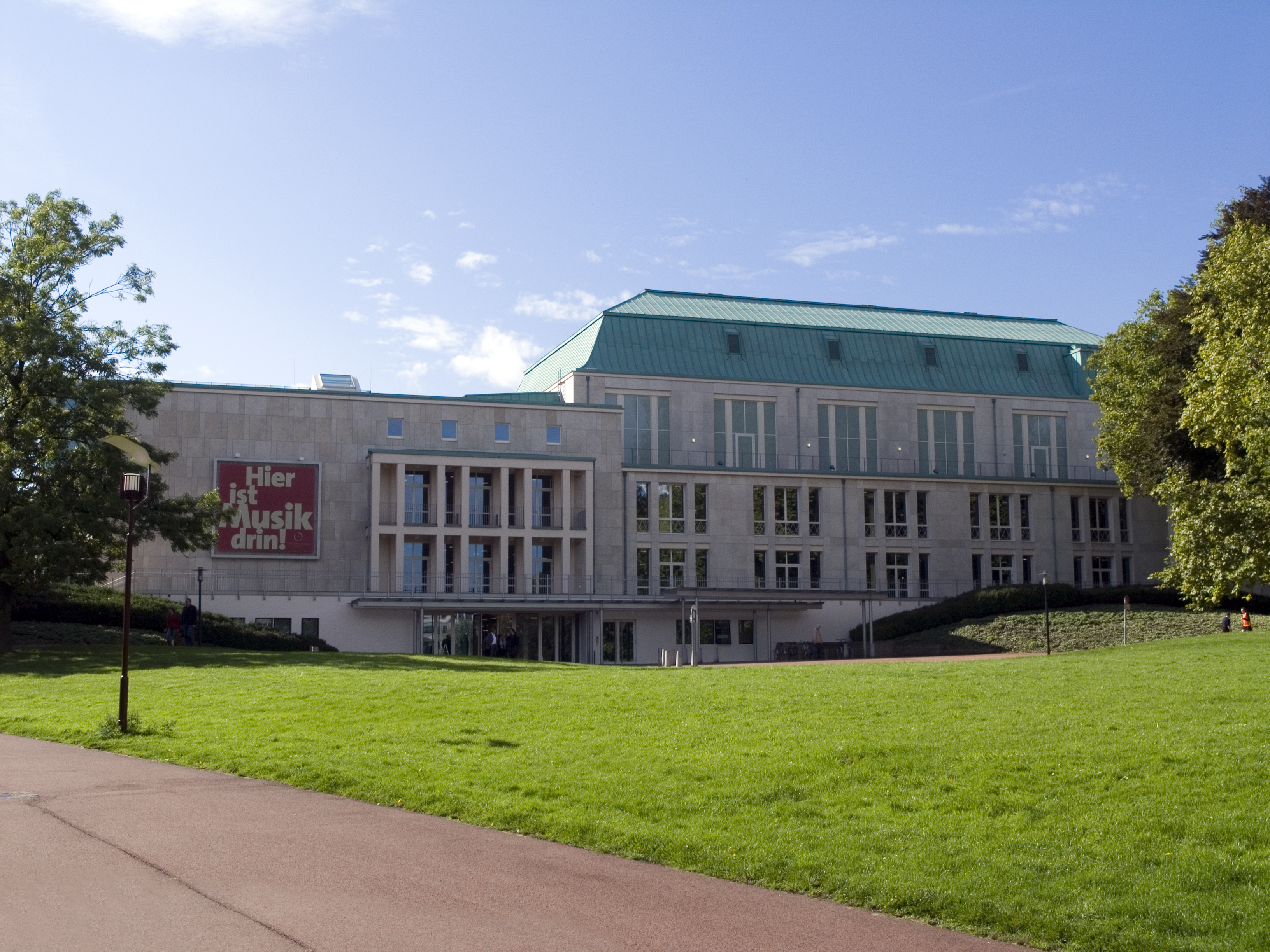
Здание филармонии
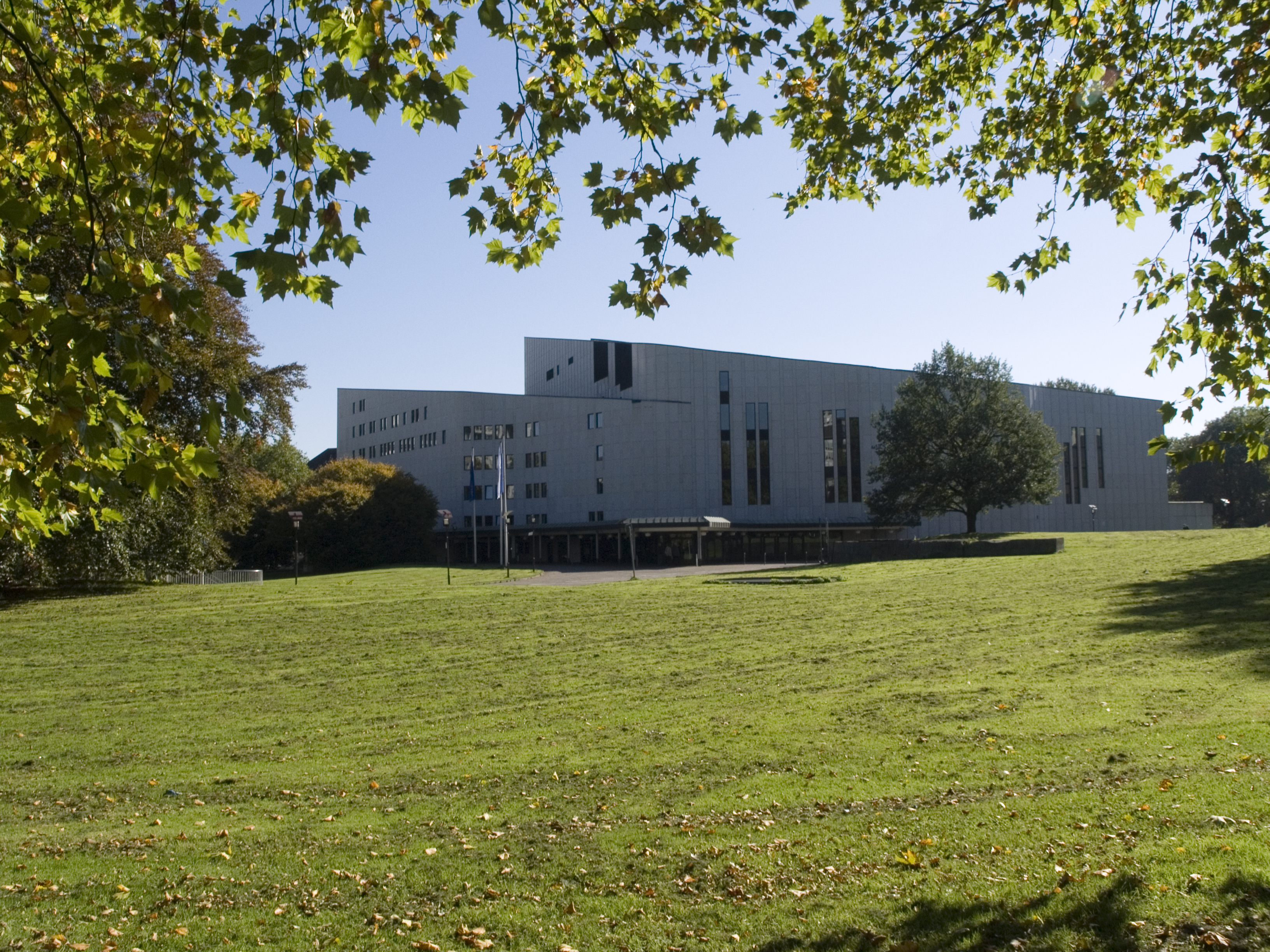
Оперный театр
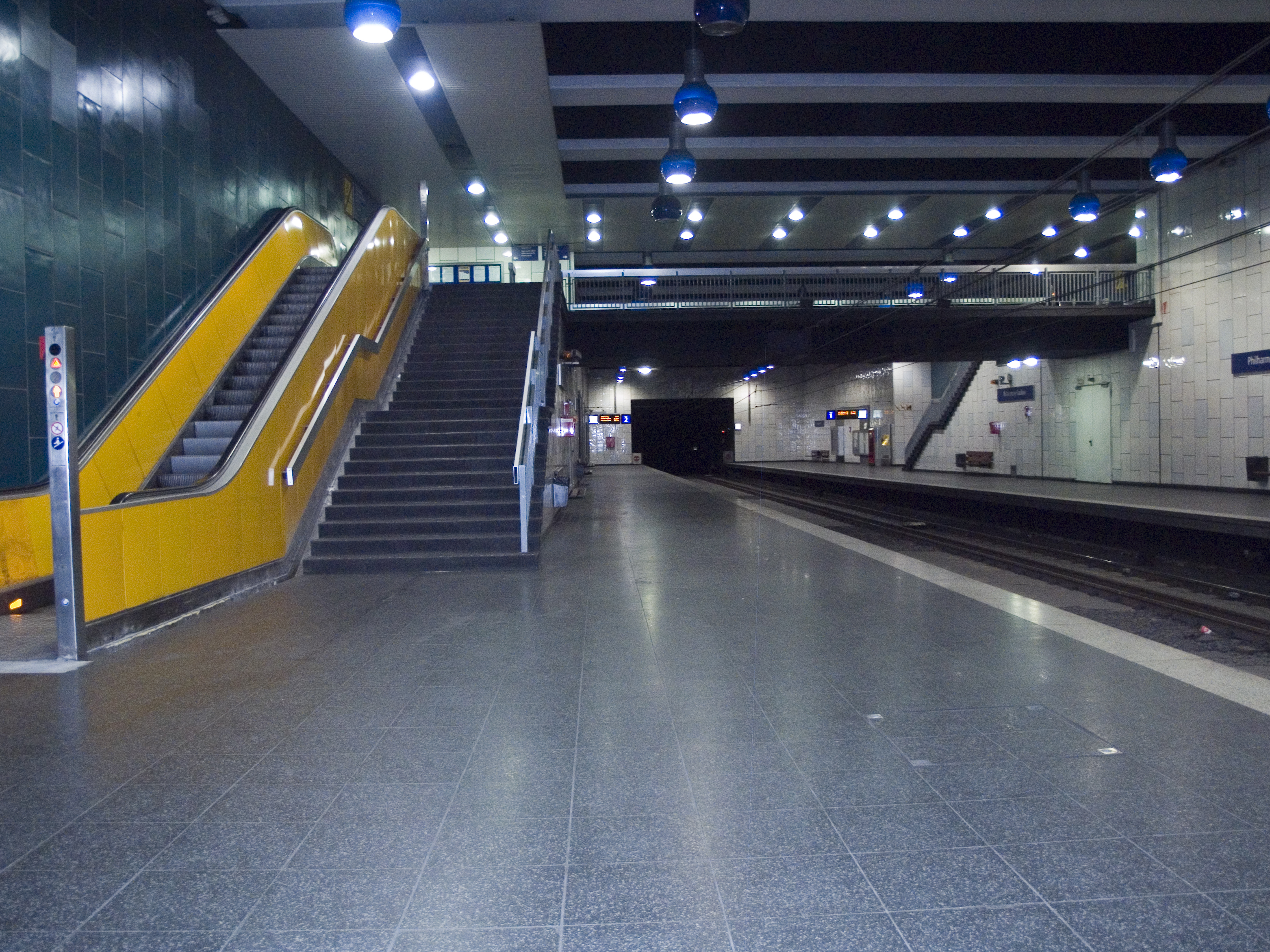
Станция скоростного трамвая Philharmonie/Saalbau